# Myrmica jessensis
Myrmica jessensis är en myrart som beskrevs av Auguste-Henri Forel 1901. Myrmica jessensis ingår i släktet rödmyror, och familjen myror. Inga underarter finns listade i Catalogue of Life.